# Ross Corner (Nueva Jersey)
Ross Corner es un lugar designado por el censo ubicado en el condado de Burlington en el estado estadounidense de Nueva Jersey. En el año 2010 tenía una población de 13 habitantes.

## Geografía
Ross Corner se encuentra ubicado en las coordenadas 41°7′11.54″N 74°42′46.32″O / 41.1198722, -74.7128667.